# Lars Fischer-Zernin
Lars Fischer-Zernin (* 7. Juni 1923 in Hamburg; † 7. Juli 2009 in Bergisch Gladbach) war ein deutscher Politiker und ehemaliger Landtagsabgeordneter (CDU).

## Leben und Beruf
Nach dem Besuch der Volksschule und des Gymnasiums mit dem Abschluss Abitur studierte er an der Technischen Hochschule in Berlin und an der Universität Hamburg. Er schloss das Studium als Diplom-Kaufmann und als Diplom-Ingenieur ab und promovierte 1948 zum Dr.-Ing. Anschließend war Fischer-Zernin Wirtschaftsreferent an der deutschen Botschaft in Caracas und in der handelspolitischen Abteilung des Auswärtigen Amtes tätig. Es folgten Tätigkeiten an leitender Stelle in verschiedenen Unternehmen.
Der CDU gehörte Fischer-Zernin seit 1962 an. Er war in zahlreichen Parteigremien tätig.

## Abgeordneter
Vom 24. Juli 1966 bis zur Mandatsniederlegung am 6. März 1967 war Fischer-Zernin Mitglied des Landtags des Landes Nordrhein-Westfalen. Er wurde im Wahlkreis 028 Rheinisch-Bergischer Kreis II direkt gewählt. Zeitweise gehörte er dem Kreistag des Rheinisch-Bergischen Kreises an.